# Beyond the Margins
Beyond the Margins ist ein Musikalbum von Rodrigo Amado / The Bridge. Die am 2. Oktober 2022 im Veranstaltungsort Pardon, To Tu in Warschau entstandenen Aufnahmen erschienen am 20. Oktober 2023 auf Trost Records.

## Hintergrund
Neben dem Bandnamen The Bridge war auch Rodrigo Amados vorherige Veröffentlichung Refraction Solo: Live at Church of the Holy Ghost (2022), seine erste unbegleitete Aufnahme, von Sonny Rollins’ Spielweise inspiriert und nimmt Bezug auf einige Stücke des Musikers, notierte Mark Corroto. Von den drei auf dem Album enthaltenen Stücken stammen zwei direkt vom Quartett um Amado, das dritte ist eine Coverversion von Albert Aylers „Ghosts“. Amado spielte auf dem Album mit dem deutschen Pianisten Alexander von Schlippenbach, dem norwegischen Bassisten Ingebrigt Håker Flaten und dem amerikanischen Schlagzeuger Gerry Hemingway. Während dies das erste Treffen zwischen dem Saxophonisten, Hemingway und Håker Flaten ist, nahm Schlippenbach mit Amados Motion Trio das Album The Field (NoBusiness Records, 2021) auf.

## Titelliste
- Rodrigo Amado / The Bridge: Beyond The Margins (Trost Records – TR240)[2]

1. Beyond The Margins 40:30
2. Personal Mountains 7:41
3. (Visiting) Ghosts (Albert Ayler) 7:47

Wenn nicht anders vermerkt, stammen die Kompositionen von Rodrigo Amado, Alexander von Schlippenbach, Ingebrigt Håker Flaten, Gerry Hemingway.

## Rezeption
Nach Ansicht von Mark Corroto, der das Album in All About Jazz rezensierte, ist Amados „Brücke“ die Brücke zwischen dem Improvisationsgeist, den Sonny Rollins auf komponierte Musik anwandte, und der modernen freien Improvisation. Der Pianist Alexander von Schlippenbach könne die perfekte Brücke für diese Besetzung sein, da er in seinen sechs Jahrzehnten im Jazz sowohl Free Jazz berühre als auch eine Leidenschaft für die Musik von Thelonious Monk entwickelt habe. Die beiden improvisierten Stücke „Beyond the Margins“ und „Personal Mountains“, die den Großteil der Aufnahme ausmachen, teilten sich die Führung unter den Musikern. Jedem komme die Rolle des Beschleunigers und/oder Bremsers zu, während sich die Stücke organisch ausdehnten und zusammenzögen. Mit Hemingway und Håker Flaten für Farbe und Schattierung sei The Bridge rhythmisch und dissident, ruhig und aufgeregt zugleich. Der listige Schlippenbach lasse sich frei entfalten und füge dabei immer wieder Monk-hafte Stöße und Stiche ein. Das Cover von Aylers „Ghosts“ sei vielleicht der Höhepunkt dieses Albums.